# Kudaka Tomoo
Tomoo Kudaka (sinh ngày 14 tháng 3 năm 1963) là một cầu thủ bóng đá người Nhật Bản.

## Sự nghiệp câu lạc bộ
Tomoo Kudaka đã từng chơi cho Gamba Osaka và Cerezo Osaka.